# Khamani Griffin
Khamani Griffin (Oakland, 1º agosto 1998) è un attore statunitense.
Ha un fratello più grande e una sorella più piccola.
Suo fratello è il giocatore De'Von Flournoy.
A soli 2 anni e 9 mesi ha iniziato la scuola materna.
Ha iniziato a recitare dall'età di 2 anni apparendo in vari spot televisivi.
Ha fatto il suo debutto cinematografico a 4 anni nel film L'asilo dei papà in cui interpreta il figlio piccolo di Eddie Murphy.

## Filmografia parziale

### Attore

#### Cinema
- L'asilo dei papà (Daddy Day Care), regia di Steve Carr (2003)
- Norbit (Norbit), regia di Brian Robbins (2007)

#### Televisione
- E.R. - Medici in prima linea (ER) - serie TV, 1 episodio (2005)
- Senza traccia (Without a Trace) - serie TV, 1 episodio (2007)
- Grey's Anatomy - serie TV, episodio 6x08 (2009)
- Modern Family - serie TV, 2 episodi (2013)

### Doppiatore
- Happy Feet, regia di George Miller (2006)
- Agente Speciale Oso - serie d'animazione, 1 episodio (2009)
- Le 5 leggende (Rise of the Guardians), regia di Peter Ramsey (2012)

## Doppiatori italiani
- Manuel Meli in L'asilo dei papà
- Tito Marteddu in Le 5 leggende
- Ruggero Valli in Norbit